# Centre de combat terrestre (British Army)
Waterloo Lines, anciennement connu sous le nom de Centre d'entraînement au combat terrestre (Land Warfare Center), est une caserne de l'armée britannique sur Imber Road à Warminster, dans le Wiltshire. Il abrite actuellement un certain nombre d'écoles de formation spécialisée de l'armée et une partie importante de l'armée de terre du quartier général, à ne pas confondre avec le QG de l'armée à Andover. 

## Histoire
Waterloo Lines trouve ses origines dans l'école de bataille établie près de Barnard Castle dans le comté de Durham en 1941. Elle a déménagé à Warminster en 1945 et était connue sous le nom de School of Infantry (Ecole d'infanterie) jusqu'à ce qu'elle soit renommée Land Warfare Center en 1988. 
Le site abrite également l'École spécialisée en armement, le siège du Small Arms School Corps, qui forme des formateurs au tir de l'infanterie ainsi que le quartier général de l'infanterie, qui fut créée en 1996 et est responsable de la politique de recrutement, de dotation et de formation de l'infanterie. 